# Peseta espagnole
Pour les articles homonymes, voir peseta et ESP.

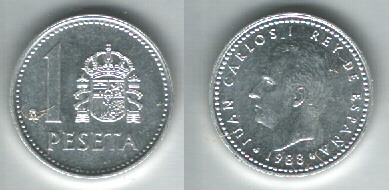
1 peseta, 1988

La peseta espagnole (ESP), ou pesète, était l’unité monétaire principale de l'Espagne de 1868 à 2002, date à laquelle elle a perdu son cours légal pour être remplacée par l'euro. La peseta était divisée en 100 centimes.

## Symboles et abréviations
Le code ISO 4217 de la peseta est ESP. 
En espagnol, l’abréviation pta. (ptas. ou pts. au pluriel), et le symbole PTA ont aussi été utilisés,,,.
Certaines machines à écrire, comme des machines IBM Electric, Olivetti (Lettera E515-II, PTP 505, PTP 820) ou Daro (Erika, Optima), ont une touche pour le symbole ‹ Pts ›.
Ce symbole est codé dans les IBM PC des années 1980, dans la mémoire morte des cartes graphiques MDA et CGA, avec le caractère 0x9E de la page de code 437. Ce caractère est aussi codé dans Unicode avec le point de code U+20A7 ‹ ₧ › (qui peut parfois avoir la forme d’un P barré dans certaines polices de caractères).
En pratique, c'est le duro (5 pesetas) qui est utilisé pour les échanges.

## Histoire de la peseta
La peseta a été mise en service le 19 octobre 1868 à la destitution d'Isabelle II, en remplacement de l'escudo, au taux de 1 peseta = 0,4 escudo = 4 réaux. Jusqu'en 1868, plusieurs ateliers de fabrication de monnaies étaient en service (Séville, Ségovie, Barcelone, Madrid...). Le gouvernement provisoire décida de les fermer et de concentrer toute la production dans l'atelier de la monnaie de Madrid ; le Real Casa de la Moneda. Les premières pièces ont été frappées en 1869 tandis que les premiers billets de banque étaient mis en service le 1er juillet 1874.

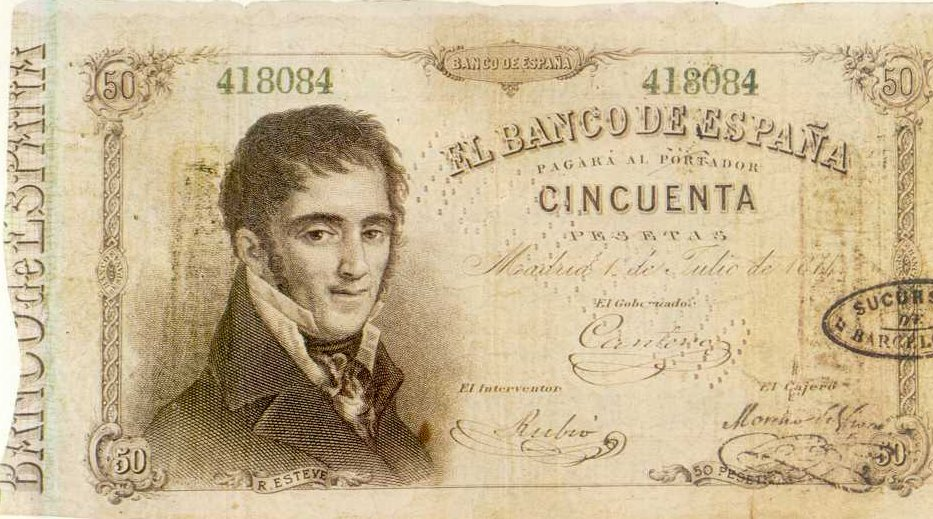
Billet de 50 pesetas émis par la Banque d'Espagne, le 1 juillet 1874.

La peseta avait déjà circulé en Catalogne pendant la guerre d'indépendance et, bien qu'on ne connaisse pas avec certitude son origine étymologique, il est probable qu'elle dérive du mot catalan « peça » (pièce), dont le diminutif est peceta, homonyme de peseta. Sa transformation en monnaie nationale s'est produite après la réforme de 1848 — qui avait de nouveau établi le « real » comme unité de base du système non décimal — la peseta valant quatre réaux. Finalement, le décret du 19 octobre 1868 établit la peseta comme unité monétaire espagnole dans le cadre d'un système décimal (1 peseta = 100 centimos). La raison de ce choix a été l'équivalence avec le franc français, et l'intégration à l'Union monétaire latine récemment créée, à laquelle l'Espagne souhaitait adhérer. Dès lors, la peseta a été imposée progressivement. La distribution croissante des billets de banque à partir de 1874, date de la concession du monopole d'émission à la Banque d'Espagne, y contribua de manière déterminante.
La peseta s'est sensiblement dévaluée après 1918 puis durant la guerre civile, avant de se stabiliser sous la période franquiste à environ un septième de sa valeur d'avant 1914. Entre 1984 et 1991, la peseta s'est dépréciée face au dollar américain de plus de 50 %. 
Le 31 décembre 2001, la peseta a cessé d'avoir cours et a été remplacée par l'euro au taux de 166,386 pesetas pour un euro. La conversion est arrondie au centième. La monnaie a continué à circuler en coexistence avec l'euro jusqu'au 28 février 2002. Jusqu'au 30 juin de cette même année, les pesetas ont pu être échangées dans toutes les banques et caisses d'épargne du pays. Depuis cette date et jusqu'au 28 février 2022, l'échange des pièces et billets fut seulement possible à la Banque d'Espagne.

## La peseta ailleurs dans le monde
Le Pérou a émis en 1880 (loi du 23 mars 1880) des pièces de monnaie libellées en pesetas - une peseta (1880) et cinq pesetas (de 1880 à 1882) ) aux mêmes titres en poids et diamètre que les standards de l'Union latine.
La république de Guinée Équatoriale a émis des pesetas guinéennes de 1969 à 1975.
La peseta sahraouie est la monnaie officielle de la République arabe sahraouie démocratique depuis 1975.
Le nom familier donné au Mexique aux pièces de monnaie de 25 centavos émises entre 1950 et 1953 était celui de peseta.